# Randa Markos
Randa Markos-Thomas (Bagdá, 10 de agosto de 1985) é uma lutadora de artes marciais mistas (MMA) iraquiana-canadense que compete no Peso Palha, divisão do Ultimate Fighting Championship (UFC). Ela também é conhecida por competir no The Ultimate Fighter, no Team Pettis.

## Vida pessoal
Markos nasceu no Iraque, mas mudou-se para Ontário com sua família quando tinha três anos de idade. Ela e sua família foram detidos por homens armados e presos durante a Guerra do Golfo. Sua família conseguiu escapar e subir em um avião para o Canadá. 
Markos trabalha como uma técnica de farmácia em uma farmácia local em Windsor.

## Carreira no MMA
Markos fez sua estréia no MMA no dia 17 de novembro de 2014, no IFC 51, derrotando Allanna Jones com um armlock no terceiro round.
Markos compilou um recorde de 3-0 e estreou no RFA, contra a futura companheira do TUF 20, Justine Kish. Markos sofreu sua primeira derrota naquela noite, através de decisão.
Ela rapidamente se recuperou ao derrotar LynNell House via armlock no primeiro round e capturar o título Peso Palha do PFC.

### The Ultimate Fighter
Markos foi finalista entre 8 competidoras que tentavam entrar na casa do TUF, para se juntar as 11 peso-palha do Invicta FC que o presidente Dana White tinha escolhido.
Markos foi classificada #14 para a equipe Pettis, e lutou contra a classificada #3, Tecia Torres, para a primeira luta da temporada. Markos derrotou Torres por decisão após três rodadas para dar a Equipe Pettis sua primeira vitória.
No nono episódio, Randa foi definida para enfrentar Felice Herrig na primeira partida de quartas de final. A tensão começou quando várias das lutadoras queriam treinar separadamente e terem duas sessões por dia, uma de manhã e uma à noite. Markos decidiu comparecer a uma sessão da manhã que não caiu bem para Carla Esparza, que enfrentou Markos para tentar levá-la a desistir, Randa não desistiu. Herrig e Esparza falaram com Pettis sobre a situação, se ele estava de acordo e qual sua decisão original, mas ele não podia tomar decisões por Markos. Na pesagem, Herrig estava com uma goma de mascar e soprou uma bolha no rosto de Markos, Markos deu um tapa em Herrig, afastando-a. Markos derrotou Herrig via armlock no primeiro round.
No último episódio da temporada, Randa lutou contra Rose Namajunas na luta semifinal. Markos perdeu por finalização na primeira rodada.

### Ultimate Fighting Championship
Markos fez sua estreia no UFC contra sua companheira no The Ultimate Fighter 20 Finale, que foi  semi-finalista, Jessica Penne.  Ela perdeu numa estreita decisão dividida, e foi premiada pela Luta da Noite.
Markos preencheu o card no lugar da lesionada Claudia Gadelha no UFC 186, lutando contra Aisling Daly. Ela venceu por decisão unânime.
Markos enfrentou a estreante na organização Karolina Kowalkiewicz em 19 de Dezembro de 2015 no UFC on Fox: dos Anjos vs. Cerrone II. Ela foi derrotada por decisão unânime.
Markos enfrentou a compatriota Jocelyn Jones-Lybarger em 18 de Junho de 2016 no UFC Fight Night: MacDonald vs. Thompson. Markos venceu o combate por decisão unânime.
Markos foi escalada para enfrentar Cortney Casey em 20 de Agosto de 2016 no UFC 202: Diaz vs. McGregor II.
Markos enfrentou a brasileira Marina Rodriguez em 22 de setembro de 2018
no UFC Fight Night: Santos vs. Anders. A luta terminou empatada.

## Campeonatos e realizações
- The Windsor / Essex Sports Persons of the Year
  - WESPY Atleta Feminino do Ano (2015)

### Artes marciais mistas
- Ultimate Fighting Championship
  - Luta da Noite (Uma vez)
- Provincial Fighting Championships
  - Título peso-palha no Provincial FC (Uma vez)

## Cartel no MMA
| Cartel no MMA       |             |             |
| 23 lutas            | 11 vitórias | 11 derrotas |
| Por nocaute         | 0           | 0           |
| Por finalização     | 4           | 2           |
| Por decisão         | 7           | 8           |
| Por desqualificação | 0           | 1           |
| Empates             | 1           | 1           |

| Res.    | Cartel  | Oponente               | Método                         | Evento                                  | Data       | Round | Tempo | Local                        | Notas                              |
| ------- | ------- | ---------------------- | ------------------------------ | --------------------------------------- | ---------- | ----- | ----- | ---------------------------- | ---------------------------------- |
| Vitória | 11-11-1 | Lívia Renata Souza     | Decisão (Unânime)              | UFC Fight Night: Costa vs. Vettori      | 23/10/2021 | 3     | 5:00  | Enterprise, Nevada           |                                    |
| Derrota | 10-11-1 | Luana Pinheiro         | Desqualificação (chute ilegal) | UFC on ESPN: Reyes vs. Procházka        | 01/05/2021 | 1     | 4:16  | Las Vegas, Nevada            |                                    |
| Derrota | 10-10-1 | Kanako Murata          | Decisão (unânime)              | UFC Fight Night: Felder vs. dos Anjos   | 14/11/2020 | 3     | 5:00  | Las Vegas, Nevada            |                                    |
| Derrota | 10-9-1  | Mackenzie Dern         | Finalização (chave de braço)   | UFC Fight Night: Covington vs. Woodley  | 19/09/2020 | 1     | 3:44  | Las Vegas, Nevada            |                                    |
| Derrota | 10-8-1  | Amanda Ribas           | Decisão (unânime)              | UFC Fight Night: Lee vs. Oliveira       | 14/03/2020 | 3     | 5:00  | Brasília                     |                                    |
| Vitória | 10-7-1  | Ashley Yoder           | Decisão (dividida)             | UFC Fight Night: Maia vs. Askren        | 26/10/2019 | 3     | 5:00  | Kallang                      |                                    |
| Derrota | 9-7-1   | Cláudia Gadelha        | Decisão (unânime)              | UFC 239: Jones vs. Santos               | 06/07/2019 | 3     | 5:00  | Las Vegas, Nevada            |                                    |
| Vitória | 9-6-1   | Angela Hill            | Finalização (chave de braço)   | UFC Fight Night: Thompson vs. Pettis    | 23/03/2019 | 1     | 4:24  | Nashville, Tennessee         | Performance da noite.              |
| Empate  | 8-6-1   | Marina Rodriguez       | Empate (majoritário)           | UFC Fight Night: Santos vs. Anders      | 22/09/2018 | 3     | 5:00  | São Paulo                    |                                    |
| Derrota | 8-6     | Nina Ansaroff          | Decisão (unânime)              | UFC on Fox: Alvarez vs. Poirier II      | 28/07/2018 | 3     | 5:00  | Calgary, Alberta             |                                    |
| Vitória | 8-5     | Juliana Lima           | Decisão (unânime)              | UFC on Fox: Jacaré vs. Brunson II       | 27/01/2018 | 3     | 5:00  | Charlotte, Carolina do Norte |                                    |
| Derrota | 7-5     | Alexa Grasso           | Decisão (dividida)             | UFC Fight Night: Pettis vs. Moreno      | 05/08/2017 | 3     | 5:00  | Cidade do México             |                                    |
| Vitória | 7-4     | Carla Esparza          | Decisão (dividida)             | UFC Fight Night: Lewis vs. Browne       | 19/02/2017 | 3     | 5:00  | Halifax, Nova Escócia        |                                    |
| Derrota | 6-4     | Cortney Casey          | Finalização (chave de braço)   | UFC 202: Diaz vs. McGregor II           | 20/08/2016 | 1     | 4:34  | Las Vegas, Nevada            |                                    |
| Vitória | 6-3     | Jocelyn Jones-Lybarger | Decisão (unânime)              | UFC Fight Night: MacDonald vs. Thompson | 18/06/2016 | 3     | 5:00  | Ottawa, Ontário              |                                    |
| Derrota | 5-3     | Karolina Kowalkiewicz  | Decisão (unânime)              | UFC on Fox: dos Anjos vs. Cerrone II    | 19/12/2015 | 3     | 5:00  | Orlando, Florida             |                                    |
| Vitória | 5-2     | Aisling Daly           | Decisão (unânime)              | UFC 186: Johnson vs. Horiguchi          | 25/04/2015 | 3     | 5:00  | Montreal, Quebec             |                                    |
| Derrota | 4-2     | Jessica Penne          | Decisão (dividida)             | The Ultimate Fighter 20 Finale          | 12/12/2014 | 3     | 5:00  | Las Vegas, Nevada            | Luta da Noite.                     |
| Vitória | 4-1     | Lynnell House          | Finalização (chave de braço)   | PFC 2 - Fight Night                     | 08/03/2014 | 1     | 1:57  | London, Ontario              | Ganhou o título peso-palha do PFC. |
| Derrota | 3-1     | Justine Kish           | Decisão (unânime)              | RFA 12 - Ortega vs. Koch                | 24/01/2014 | 3     | 5:00  | Los Angeles, California      |                                    |
| Vitória | 3-0     | Kara Kirsh             | Decisão (unânime)              | PFC 1 - Unrivaled                       | 26/10/2013 | 3     | 5:00  | London, Ontario              |                                    |
| Vitória | 2-0     | Ashley Nichols         | Finalização (chave de braço)   | Wreck MMA - 2.0                         | 28/03/2013 | 1     | 3:06  | Gatineau, Quebec             |                                    |
| Vitória | 1-0     | Allanna Jones          | Finalização (chave de braço)   | IFL 51 - No Guts, No Glory              | 17/11/2012 | 3     | 3:14  | Auburn Hills, Michigan       |                                    |

### Cartel no TUF
| Res.    | Cartel | Oponente       | Método                       | Evento                                           | Data       | Round | Tempo | Local             | Notas                          |
| ------- | ------ | -------------- | ---------------------------- | ------------------------------------------------ | ---------- | ----- | ----- | ----------------- | ------------------------------ |
| Derrota | 2-1    | Rose Namajunas | Finalização (kimura)         | The Ultimate Fighter: A Champion Will Be Crowned | 10/12/2014 | 1     | 2:44  | Las Vegas, Nevada | Semifinal do TUF 20            |
| Vitória | 2-0    | Felice Herrig  | Finalização (chave de braço) | The Ultimate Fighter: A Champion Will Be Crowned | 03/12/2014 | 1     | 2:46  | Las Vegas, Nevada | Quartas de final do TUF 20     |
| Vitória | 1-0    | Tecia Torres   | Decisão (unânime)            | The Ultimate Fighter: A Champion Will Be Crowned | 05/11/2014 | 3     | 5:00  | Las Vegas, Nevada | Rodada de eliminação do TUF 20 |